# Minian
« Minyan » redirige ici. Pour le film de 2020, voir Minyan (film).

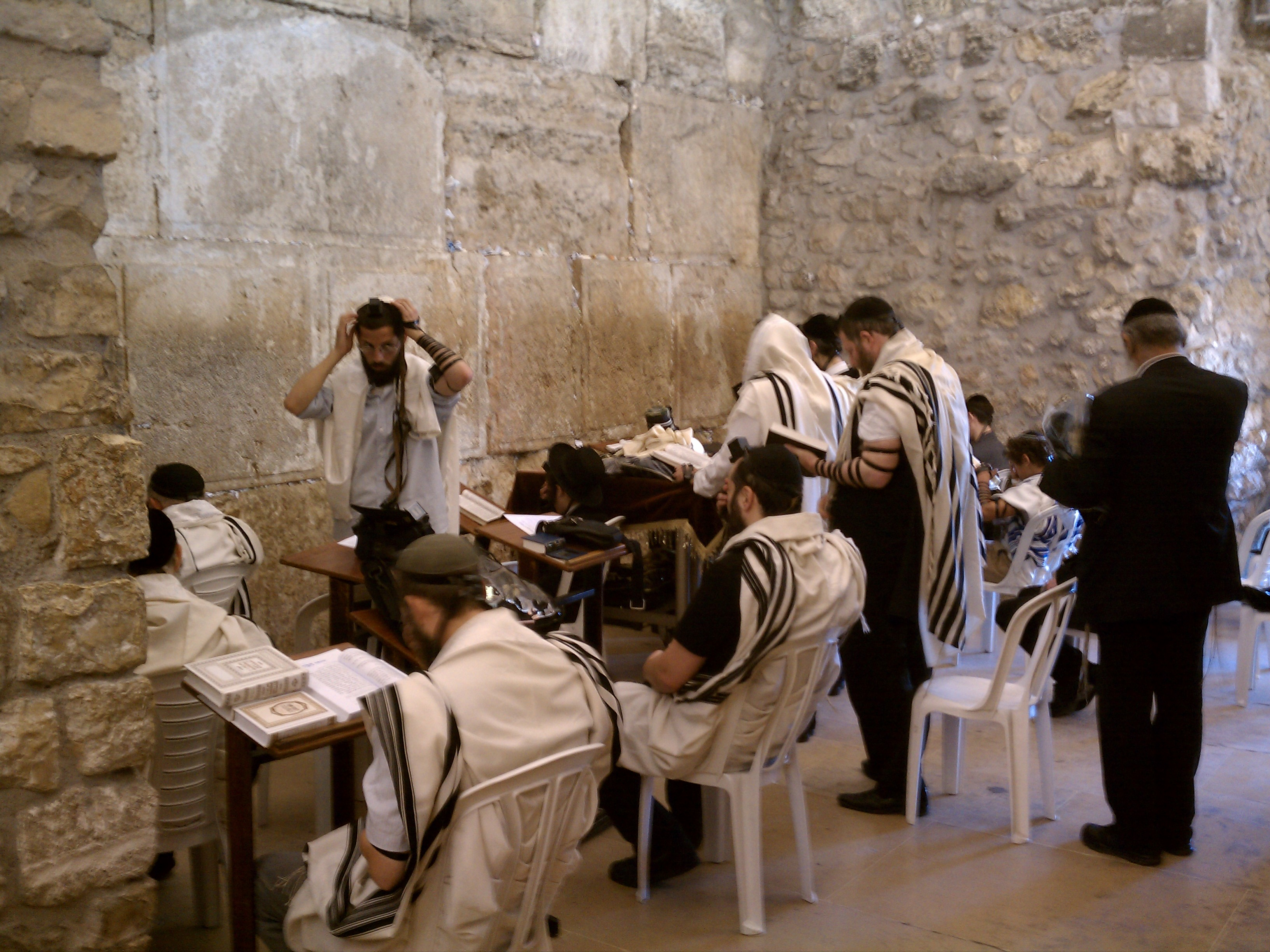
Minian au Kotel.

Dans le judaïsme, le minian, ou miniane, est le quorum de dix hommes adultes nécessaire à la récitation des prières les plus importantes de tout office ou de toute cérémonie (circoncision, mariage, deuil…).

## Sources du minian
La Gémara (Berakhot 21 b) enseigne qu'« une personne seule ne peut dire la kedousha », car il ne peut l'atteindre à lui seul : celle-ci n'a de valeur qu'au sein et au service de la communauté.
Quant au nombre 10, c'est parce que sur les 12 explorateurs envoyés par Moïse, seuls Josué et Caleb revinrent enthousiastes. Les dix autres, découragés, ont réussi à faire vaciller l'intention de tout un peuple de partir à la conquête de la terre de Canaan. Dix personnes décidées et pleines de bonnes intentions peuvent donc elles aussi changer le cours des choses.
C'est le même nombre de 10 personnes intègres qui aurait permis à Sodome et Gomorrhe de ne pas être détruites, grâce à l'intervention d'Abraham auprès de Dieu (Genèse 18, 32).
Le Talmud de Jérusalem fait le lien entre le nombre de 10 personnes exigées pour le minian et les 10 frères de Joseph lorsqu'ils descendent en Égypte lors de la famine dans le pays de Canaan. C'est pourquoi l'on prie en groupe, non seulement pour soi, mais pour le groupe avec la volonté de changer les choses.

## Changements dans les formes non orthodoxes de judaïsme
Depuis le milieu du XXe siècle, certains groupes de Judaïsme réformé et conservateur ont commencé à compter les femmes comme membres du minian. Les rabbins « réformés » et les reconstructionnistes ne se sentent pas obligés par la halakha mais sont attentifs à l'égalité des sexes, rejetant les pratiques historiques qui consacrent des disparités basées sur la différence de sexe ; donc en particulier, ils rejettent l'interdiction traditionnelle de compter les femmes pour faire un minian. 
Le judaïsme libéral compte de la même façon hommes et femmes dans le minian.
Pendant la pandémie de Covid-19, le mouvement massorti a autorisé le minyan « virtuel » par visioconférence dans le cas où les synagogues sont fermées.

## Sources
- Question n°30511 sur cheela.org
- Alexis Blum, Minyan: le compte est bon sur akadem.org